# Лопаревська сільська рада
Ло́паревська сільська рада (рос. Лопаревский сельский совет) — сільське поселення у складі Мокроусовського району Курганської області Росії.
Адміністративний центр — село Лопарево.
Населення сільського поселення становить 254 особи (2017; 317 у 2010, 410 у 2002).

## Склад
До складу сільського поселення входять:
| Населений пункт       | Населення, осіб (2002) | Населення, осіб (2010) |
| --------------------- | ---------------------- | ---------------------- |
| Воскресенка, присілок | 86                     | 28                     |
| Лопарево, село        | 294                    | 256                    |
| Сливне, присілок      | 30                     | 33                     |